# Томислав Каузларић
Томислав Каузларић (Малинска, 17. јул 1934 — Београд, 3. новембар 1992) био је српски вајар.

## Биографија
Рођен је 1934. године у Малинској. Школу за примењене уметности је завршио у Загребу 1955. Студирао је вајарство на Академији за ликовну уметност и обликовање Универзитета у Љубљани 1957—1960, затим је прешао на Факултет ликовних уметности Универзитета Уметности у Београду где је завршио студије и специјални течај 1965. Током студија је путовао у Италију, Холандију, Енглеску, Француску и Аустрију. Радио је као професор на Академији уметности Универзитета у Новом Саду 1982—1992.
Члан је Удружења ликовних уметника Србије од 1964. године. Самостално је излагао у галерији Коларчевог народног универзитета 1967—1968, галерији Дома омладине Београда 1969, салону Музеја савремене уметности и Малој галерији у Зрењанину 1973. године. Излагао је на групним изложбама Удружења ликовних уметника Србије 1964—1965, 1967. и 1973, изложбама „Скулптура у слободном простору” 1964—1965. и 1967—1969, Октобарском салону 1964—1965. и 1967—1968, Тридесет седмој изложби УЛУС-а 1964, Тридесет деветој изложби УЛУС-а 1965, Четрдесет другој изложби УЛУС-а и Међународној изложби пластике у Хагу 1966, Четрдесет трећој изложби УЛУС-а, Трећем тријеналу ликовних уметности у Београду, Савременој галерији у Ечкој и Поречу 1967, изложби „Пет београдских вајара” у Салону Музеја савремене уметности у Београду, галерији Коларчевог народног универзитета, изложбама „Савремена југословенска уметност” у земљама Јужне Америке, изложби „Објект и боја” у Загребу и Светском фестивалу омладине у Софији 1968, Ликовним сусретима на Палићу 1968. и 1972, Атељеу 212 и Битефу 1968—1969, изложбама „Савремена југословенска уметност” у Прагу и Брну, изложбама југословенске секције Шестог бијенала младих у Ријеци и Паризу, Шестом бијеналу младих у Прагу и Међународним сусретима ликовних уметника у Вела Луки 1969, Савременој галерији у Ечкој 1969. и 1971, изложби „Савремена српска скулптура” у Љубљани и Интернационалном студију за пластику у дрвету у Прилепу 1971, изложбама „Критичари су изабрали” 1971. и „Београдска скулптура '72.” 1973. у галерији Културног центра Београда, изложбама „Простор” 1972, 1973, 1974, 1976, 1977. и 1978, изложбама „Савремена српска уметност” у Музеју савремене уметности у Скопљу, „Дела седме међународне ликовне седмице у Штајерској” у Грацу и Педесет другој изложби УЛУС-а 1972, Мајског изложби Галерије „11. април” на Новом Београду 1973, Пролећним изложбама УЛУС-а 1974, 2005. и 2009, Педесет седмој изложби УЛУС-а 1975. и Јесењој изложби УЛУС-а 1986. године.
Добитник је откупне награде за скулпторско решење зида на Дому омладине Београд и награде за скулптуру фонда „Сретен Стојановић” 1964, делио је прву и другу награду на конкурсу за идејно скулптурско–урбанистичко решење зелене површине са дечијим игралиштем за насеље Шумице у Београду 1970, добитник је прве награде на конкурсу за скулпторско решење Трга младих у Крушевцу 1971. и четврту награду на конкурсу за скулпторско и урбанистичко–архитектонско решење споменика Владимиру Иличу Лењину у Београду са вајаром Милорадом Тепавцем 1972. године. Преминуо је 1992. у Београду.